# Dendraleen
De dendralenen vormen een klasse van koolwaterstoffen met afwisselende dubbele en enkele koolstof-koolstofbindingen, met als algemene structuurformule:

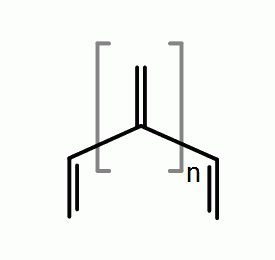

Een dendraleen is dus een niet-cyclisch vertakt polyeen met kruisconjugatie.
De naam dendraleen is een samentrekking van dendrimeer, lineair (dus niet cyclisch) en alkeen. De triviale naam van een dendraleen is [x]dendraleen, waarbij x het aantal alkenen in het molecuul is.
De eenvoudigste dendralenen zijn:

De eenvoudigste dendralenen: 1,3-butadieen of [2]dendraleen (1), [3]dendraleen (2), [4]dendraleen (3) en [5]dendraleen (4)

1,3-butadieen of [2]-dendraleen is in principe de eenvoudigste dendraleen maar deze verbinding is niet kruisgeconjugeerd. Om die reden wordt vaak [3]dendraleen (3-methyleen-1,4-pentadieen of 2-vinylbutadieen) als eenvoudigste dendraleen beschouwd. Het is een vluchtige, onstabiele verbinding die gemakkelijk dimeriseert.

## Synthese
Van [3]dendraleen zijn diverse syntheses bekend, waaronder de pyrolyse van een triacetaatester:

Synthese van [3]dendraleen

Een synthese van [4]dendraleen gaat uit van chloropreen. Dat wordt met magnesium omgezet in een Grignard-reagens; dat wordt met koper(I)chloride gereageerd tot een organokoperverbinding, die vervolgens met koper(II)chloride gedimeriseerd wordt tot [4]dendraleen, een dimeer van butadieen:
.

Synthese van [4]dendraleen

De synthese van hogere dendralenen lukte pas rond 2000. Fielder, Rowan en Sherburn publiceerden toen de synthese van [5]-, [6]- en [8]-dendraleen. De synthese van [7]dendraleen werd voor het eerst beschreven in 2009 door de groep van Paddon-Row en Sherburn.

## Toepassingen
Dendralenen kunnen met diënofielen in Diels-Alder-reacties complexe moleculen vormen. Daarbij blijken de oneven dendralenen duidelijk meer reactief en meer selectief dan de even dendralenen.